# Aituaria eriashvilii
Espèce
Synonymes
- Carpathonesticus eriashvilii Marusik, 1987

Aituaria eriashvilii est une espèce d'araignées aranéomorphes de la famille des Nesticidae.

## Distribution
Cette espèce se rencontre en Géorgie et en Ukraine.

## Description
La carapace de la femelle holotype mesure 1,45 mm de long sur 1,2 mm.
Les mâles mesurent de 3,85 à 4,45 mm et la femelle 5,0 mm.

## Systématique et taxinomie
Cette espèce a été décrite sous le protonyme Carpathonesticus eriashvilii par Marusik en 1987. Elle est placée dans le genre Aituaria par Fomichev, Ballarin et Marusik en 2022.

## Publication originale
- Marusik, 1987 : « Three new species of the family Nesticidae (Aranei) from the fauna of the USSR. » Zoologicheskii Zhurnal, vol. 66, no 3, p. 461-463.